# صدای منو می‌شنوید؟
صدای منو می‌شنوید؟ فیلمی به کارگردانی و نویسندگی صادق پروین‌آشتیانی و تهیه‌کنندگی حسن عباسی و حسن کلامی محصول سال ۱۳۹۵ است.

## بازیگران
- پرویز پورحسینی
- مژگان بیات
- حسن عباسی
- سعید داخ
- نگار عابدی
- یلدا قشقایی
- احمد نیکپور
- مرتضی ایمانی
- لادن قناد
- عطا سلمانیان
- ایرج افکار
- مهرزاد خلیقی
- پروین ملکی
- حسن ناصری